# Polityczny regulamin szkolny szkół niemieckich
Polityczny regulamin szkolny szkół niemieckich (niem. Politische Schulverfassung der deutschen Schulen in den kaiserl. königl. deutschen Erbstaaten) - zbiór przepisów i instrukcji dla wszystkich organów odpowiedzialnych za funkcjonowanie szkół w Cesarstwie Austrii. Został wprowadzony decyzją cesarza Franciszka I 11 sierpnia 1805.
Polityczny regulamin doczekał się dziesięciu wydań - pierwsze pochodzi z 1806, ostatnie z 1857. Został zastąpiony Ustawą Szkolną uchwaloną w 1869.